# Monumento natural Cueva Sakajia
El monumento natural cueva Sakajia (en georgiano: საკაჟიას მღვიმე) es una cueva kárstica ubicada a 1,5 km al noreste del pueblo de Godogani, en el municipio de Terjola, región de Imericia, Georgia, a 204 metros sobre el nivel del mar. Se encuentra en la ladera izquierda de la pintoresca garganta de Tskaltsiteli, al otro lado del río desde el monasterio de Motsameta, 1.5 km al suroeste. En la cueva se han realizado muchos descubrimientos arqueológicos, paleobotánicos y paleozoicos importantes.

## Morfología
La cueva kárstica de Sakajia está formada en calizas subcutáneas. Su longitud total es de 35 m, con una profundidad de 20 m y altura de 6 m por 4 m de ancho. Es una cueva seca en un terreno elevado sin condiciones previas para la formación de sedimentos típicos de cuevas como las estalactitas.

## Fauna
Las condiciones únicas en la cueva proporcionan hábitats para varias especies como Laemostenus, Mesogastrura, Achipteria, Aleurodamaeus, Metabelbella, Minunthozetes, Oribatella, Oribatula y Phauloppia.

## Sitio arqueológico
Sakajia es un sitio arqueológico de varias capas descubierto en 1914 por R. Schmidt y L. Kozlowski. Fue el primer sitio paleolítico descubierto en Transcaucasia y recibió el nombre de Rudolf Virchow, un destacado científico. En 1936, M. Nyoradze reanudó las excavaciones, se descubrieron numerosos materiales arqueológicos y paleontológicos y se restauró el antiguo nombre georgiano a la cueva. Durante las excavaciones de 1973 encabezadas por G. Nyoradze bajo la capa del Paleolítico superior a profundidades de 1,5 m se han encontrado piedras formadas con la técnica de Levallois y varios tipos de cuentas, sachets, cuchillos y otros elementos.
En estas capas se encuentran huesos de oso de las cavernas, rinoceronte, caballo, ciervo noble, bisonte, jabalí caucásico, tordo y otros huesos de animales. También se encontró un fragmento de la mandíbula superior y dientes de un neandertal.  
Del material del Paleolítico superior, se mencionan diversos tipos de raspaduras, cortadores, grava y cuchillos en forma de lanzadera y otros artículos hechos de kaji y obsidiana, láminas y apatitas, así como huesos y cuernos. También hay fragmentos de cráneo humano de Cro-Magnon del período Musteriano. En las mismas capas se encontraron huesos de bisonte, ciervo noble, jabalí, polilla, caballo, oso cavernario, oso pardo, león cavernario, lince y otros animales. El material del Paleolítico superior es bienal y pertenece a la etapa media (desarrollada) de la cultura paleolítica de Georgia.
La colección de hallazgos hechos en la cueva desde 1914 se conserva en el Instituto de Antropología y Etnografía de Rusia y en el Museo Simon Janashia de Georgia.